# 奧斯瓦爾德·莫里斯
奧斯瓦爾德·莫里斯（英語：Oswald Norman Morris，1915年11月22日—2014年3月17日），是一名英国奥斯卡奖获得者。他凭借《屋顶上的小提琴手》获得第44届奥斯卡最佳摄影奖。
2014年3月17日，他死于英格兰多塞特的家中，享年98岁。